# Walter Hartmann (Biologe)
Walter Hartmann (* 1943) ist ein deutscher Biologe, Pflaumenzüchter und Sachbuchautor. Bekannt ist er durch die Züchtung einiger Zwetschgensorten wie Hanka, Hanita oder Jojo, wobei letztere aufgrund ihrer Hypersensibilität (Resistenz) gegen die Scharka-Krankheit bedeutsam ist. Insgesamt brachte er 20 unterschiedliche Zwetschgensorten auf, weswegen er den Beinamen Zwetschgenpapst erhielt.

## Tätigkeit
Hartmann war Akademischer Oberrat am Obstbauinstitut für Sonderkulturen und Produktionsphysiologie der Universität Hohenheim. Sein Forschungsschwerpunkt lag auf Züchtung und Selektionsarbeiten bei Obst, insbesondere Zwetschgen, was den Standort Hohenheim bezüglich Zwetschgenzüchtung international führend machte. Außerdem untersuchte er landschaftsprägende Obstarten.
Er war über 17 Jahre als Vorsitzender des Arbeitskreises Steinobst der Bundesfachgruppe Obstbau tätig. Hartmann ist Chairman der internationalen Arbeitsgruppe Pflaumen-Genetik. Im „Verein zur Erhaltung und Förderung alter Obststsorten“ wirkt er seit Gründung als zweiter Vorsitzender. Er ist seit 2000 Herausgeber des Farbatlas Alte Obstsorten. Auch mit Beginn seines Ruhestandes im Jahre 2008 arbeitet er noch regelmäßig in der Universität Hohenheim, wo er sein Forschungsmaterial weiter auswertet und jährlich einen Kalender mit Streuobstwiesen erstellt. Er ist aktiv im Filderstädter Streuobstwiesen-Netzwerk, das Biotope rund um Filderstadt erhalten will.
Unter anderem folgende Sorten wurden von ihm gezüchtet:
- Hanita (1991)
- Katinka (1992)
- Elena (1993)
- Jojo (1993)
- Felsina (1994)
- Tipala (1995)
- Tegera (1995)
- Presenta (1996)
- Colora (2003)
- Blue Frost/Azura (2003)
- Haganta (2003)
- Haroma (2003)
- Habella (2003)
- Hanka
- Juna
- Jofela (2013)
- Jolina (2013)
- Joganta (2014)
- Julika
- Gäugold
- Herrenberger
- Trueblue

## Ehrungen
Im November 2007 bekam er die Ernst-Schröder-Münze des Zentralverbandes Gartenbau e. V. verliehen.
Im Jahre 2015 erhielt er vom Zentralverband Gartenbau die Georg-Arends-Medaille. Hartmann erhielt im Oktober 2018 die Staatsmedaille in Gold des Landes Baden-Württemberg.

## Werke
- Robert Silbereisen, Gerhard Götz, Walter Hartmann: Obstsortenatlas. 2. Auflage. Ulmer, Stuttgart 1996, ISBN 3-8001-5537-0
- mit Hans-Thomas Bosch: Farbatlas Alte Obstsorten. Ulmer, Stuttgart 2000, ISBN 3-8001-3173-0
- mit Eckhart Fritz: Farbatlas Alte Obstsorten. 5. überarbeitete Auflage, Ulmer, Stuttgart 2015, ISBN 978-3-8001-0316-4
- mit Philipp Schwarz: Die 100 besten Obstsorten für die Brennerei. Ulmer, Stuttgart 2018, ISBN 978-3-8186-0339-7